# Barokní nábytek
Barokní nábytek je nábytek z období slohu baroka, tj. od 17. století zhruba do třetí čtvrtiny 18. století, užívaný převážně v interiéru světských nebo církevních staveb. Byl součástí celostního pojetí vybavení interiéru, v němž se jednotlivé předměty různých uměleckých řemesel a zpracované různými technikami prolínaly, v takzvaný "Gesamtkunstwerk" (německy: celková, celostní či souborná umělecká práce).

## Historie
Východisek vybavení evropských interiérů barokním nábytkem bylo více, vycházela z celostního řešení energie, prostoru, pohybu, modelace tvarů a dekorace:
- Italští barokní architekti Gian Lorenzo Bernini a Francesco Borromini představili v Římě rané barokní návrhy.
- Francouzské celostní pojetí vyšlo z iniciativy Jeana Colberta, k propojení všech uměleckořemeslných disciplín došlo ve společných královských dílnách krále Ludvíka XIV. Manufacture des Gobelins, kde pracovali také nábytkáři, řezbáři, marketéři a zlatníci.
- Plošný či reliéfní ornament a tematika mnoha motivů na povrchu nábytku i na stěnách se jeví renesanční či manýristický, ale během první poloviny 17. století byl propojen do nového systému trojrozměrných objektů včetně nábytku. Do konce 17. století, byla sloupová barokní architektura transformována na skříně v monumentálním sloupovém řádu. Psací sekretáře, komody a kabinety mají vyložené volutové římsy, čela či zásuvky konkávně a konvexně zakřivené. křesla s vysokými zadními opěradly a bohatou řezbou područek, trnoží či noh jsou nízká a sedák se rozšiřuje pro širokou krinolínu dam. Židle měly vysoká opěradla se soustruženými díly a vyřezávanou konstrukcí.

Konstrukční principy architektury a modelační postupy sochařství se promítly do barokního uměleckého řemesla i do jejich dekorace. 

## Materiály
Pro panské interiéry byly vybírány hlavně luxusní materiály jako vzácná dřeva (různobarevná nebo barvená, jaká se uplatňuji v chebských pracích, dále hedvábné tkaniny, čalounění s potahy z gobelínů, sametu, hedvábného atlasu nebo brokátu. pozlacování se objevuje na dřevě, bronzu i na stříbře.

## Chronologie francouzského nábytku
Francouzský nábytek je stylem, tvarováním - zejména nožiček sedacího nábytku - i desénem potahů přesně rozdělen podle vlády tří králů: 
- "Louis quatorze" vznikl za vlády Ludvíka XIV. ve Francii. Návrhářem byl zejména Jean Bérain. Vynikající kusy - zejména sekretáře, komody, psací stoly, ale i stolní či stojací hodiny- vytvářel André-Charles Boulle, jeho marketérie byly kombinaci oblých  forem, dřevěné jádro zdobil inkrustací z kamene, kovů (bronz místy zlacený), intarzií ze želvoviny, a ebenu, objekty vynikaly masivní trvanlivostí, nápadnou kontrastní barevností a nezaměnitelným designem.  * "Louis quize" Ludvík XV.
- Styl "regentství"
- následuje rokoko za vlády Ludvíka XVI. a Marie Antoinetty.

Francouzi obohatili interiéry o nové typy nábytku, např. přízední konzolové stolky o dvou nohách, z čalouněného sedacího nábytku např. fotel (křeslo s vysokým polštářem na sedáku) nebo denní pohovku chaise longue, umísťovanou do společenských salónů.

## Galerie

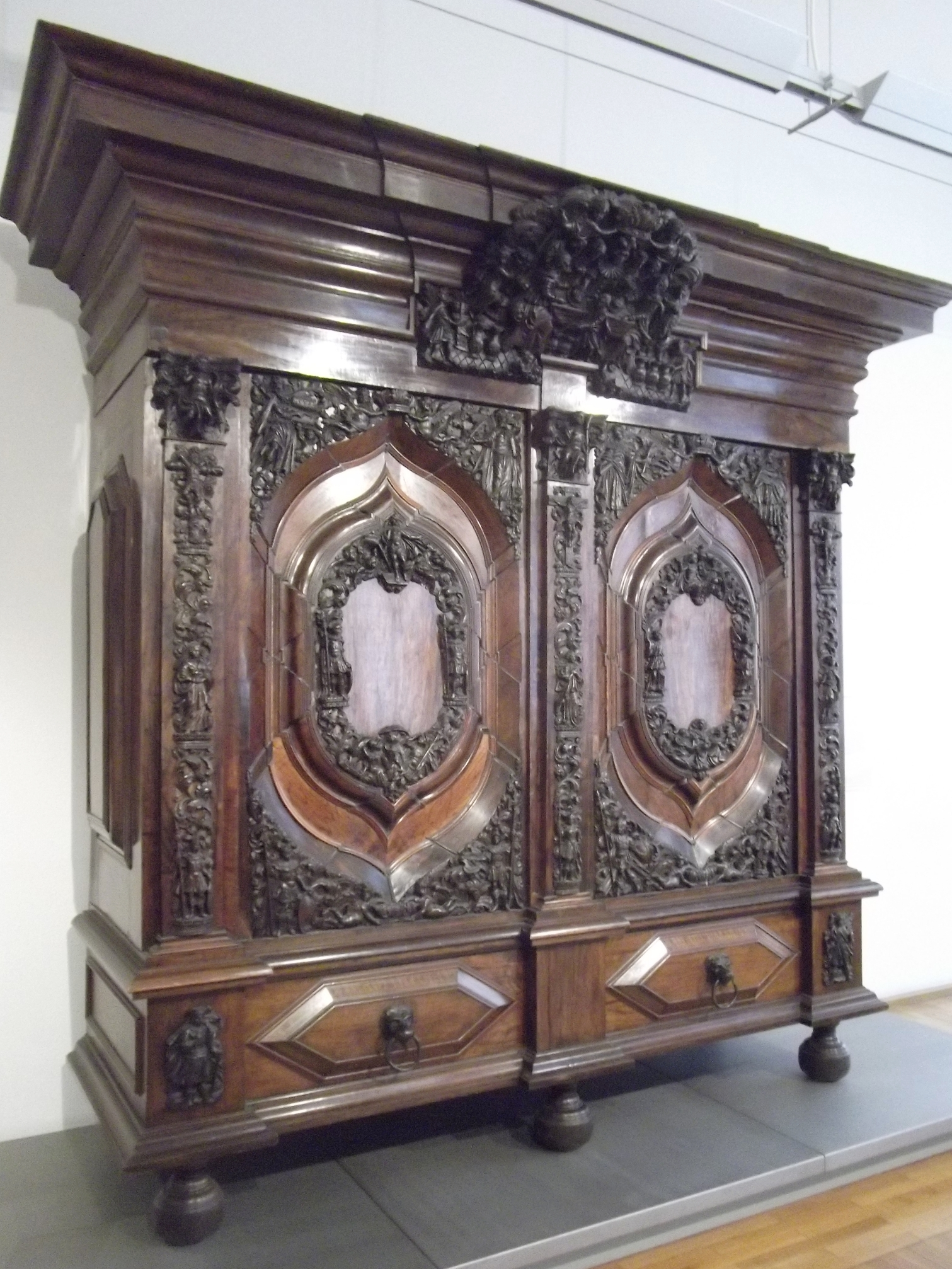
Sloupová skříň, Německo kolem 1700
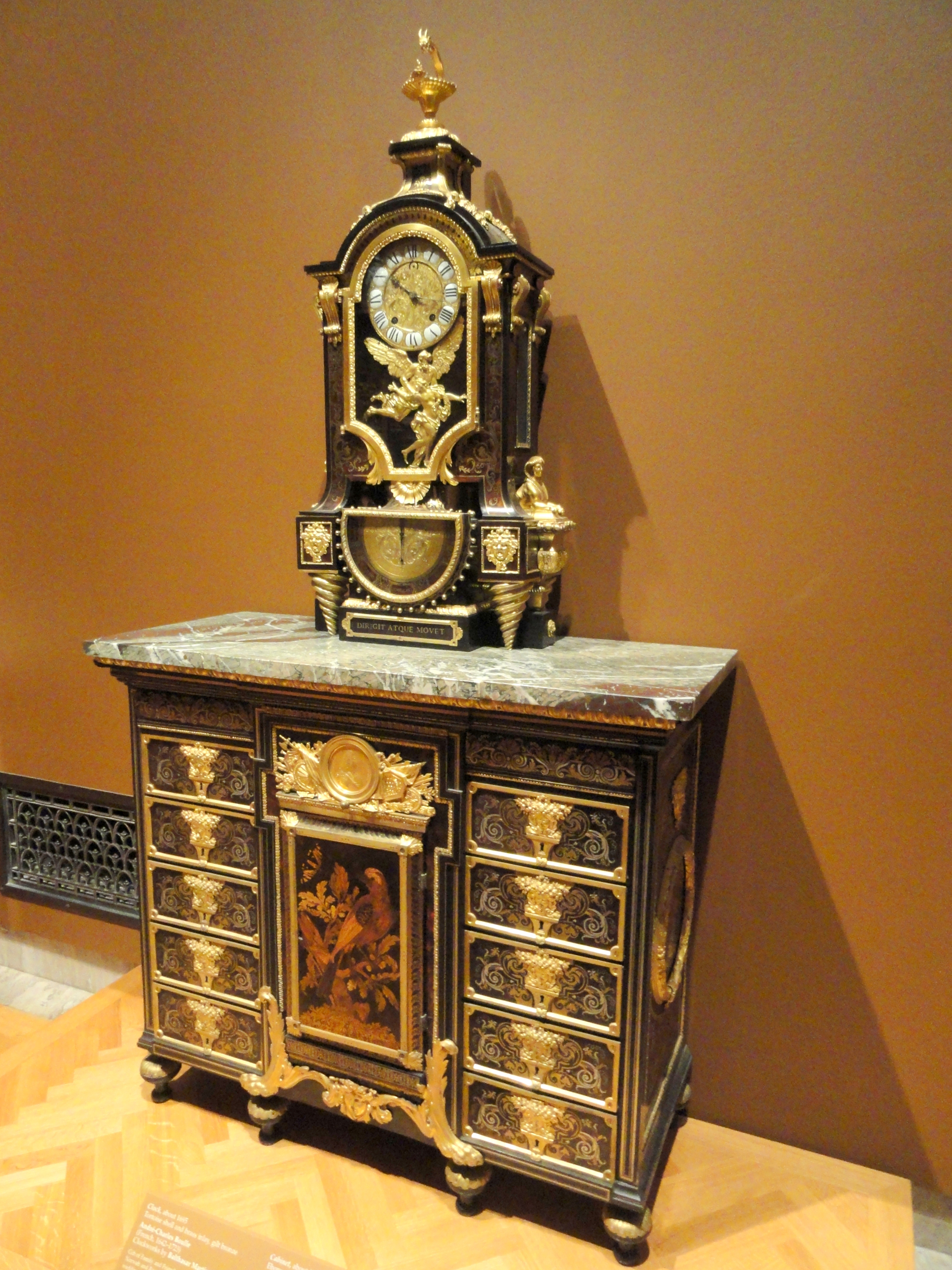
Andre-Charles Boulle, kabinet, asi 1690, Muzeum umění Cleveland
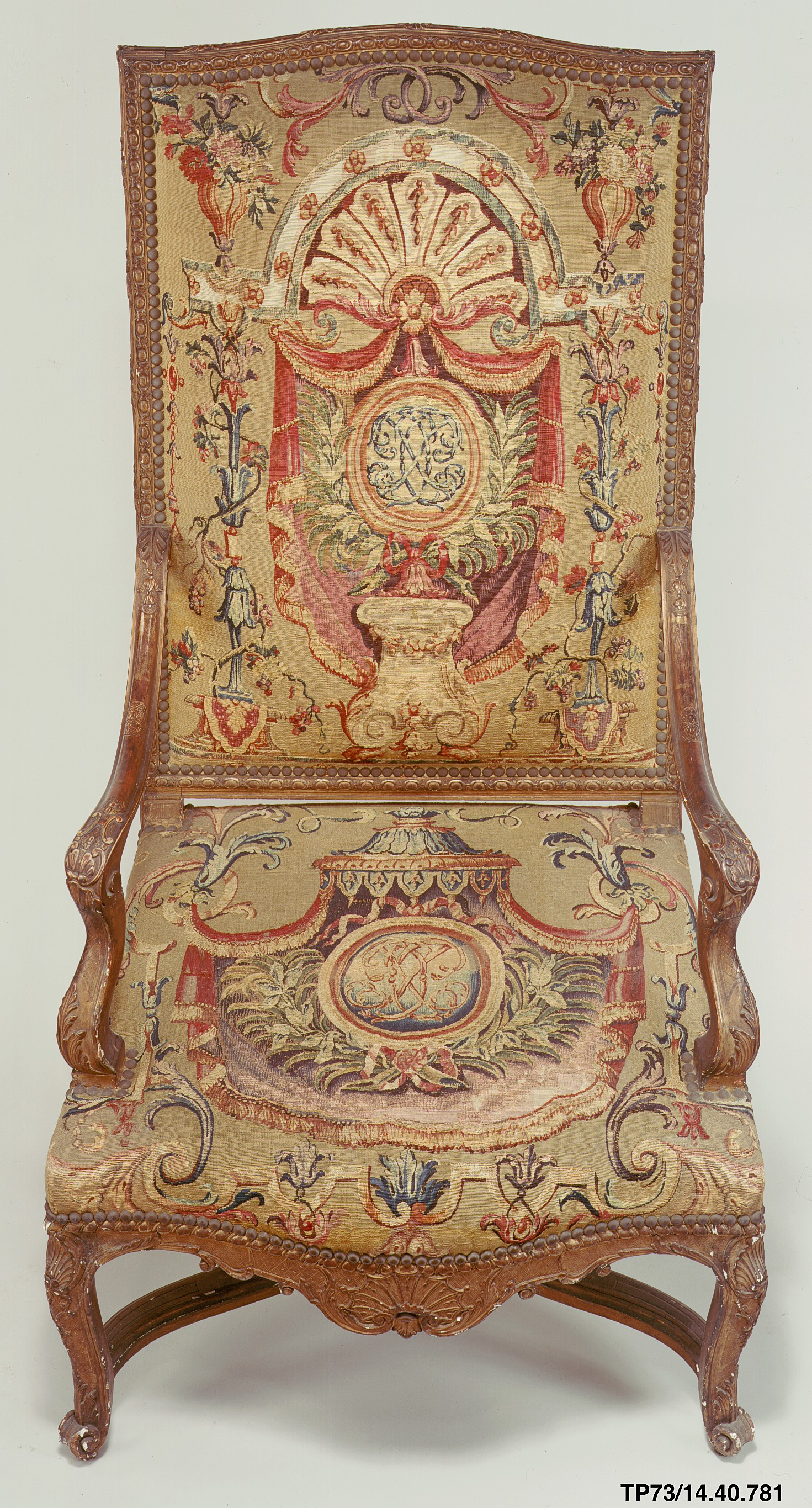
Křeslo s gobelínovým potahem, ve stylu Ludvíka XV., Jean Bérain, kolem 1715
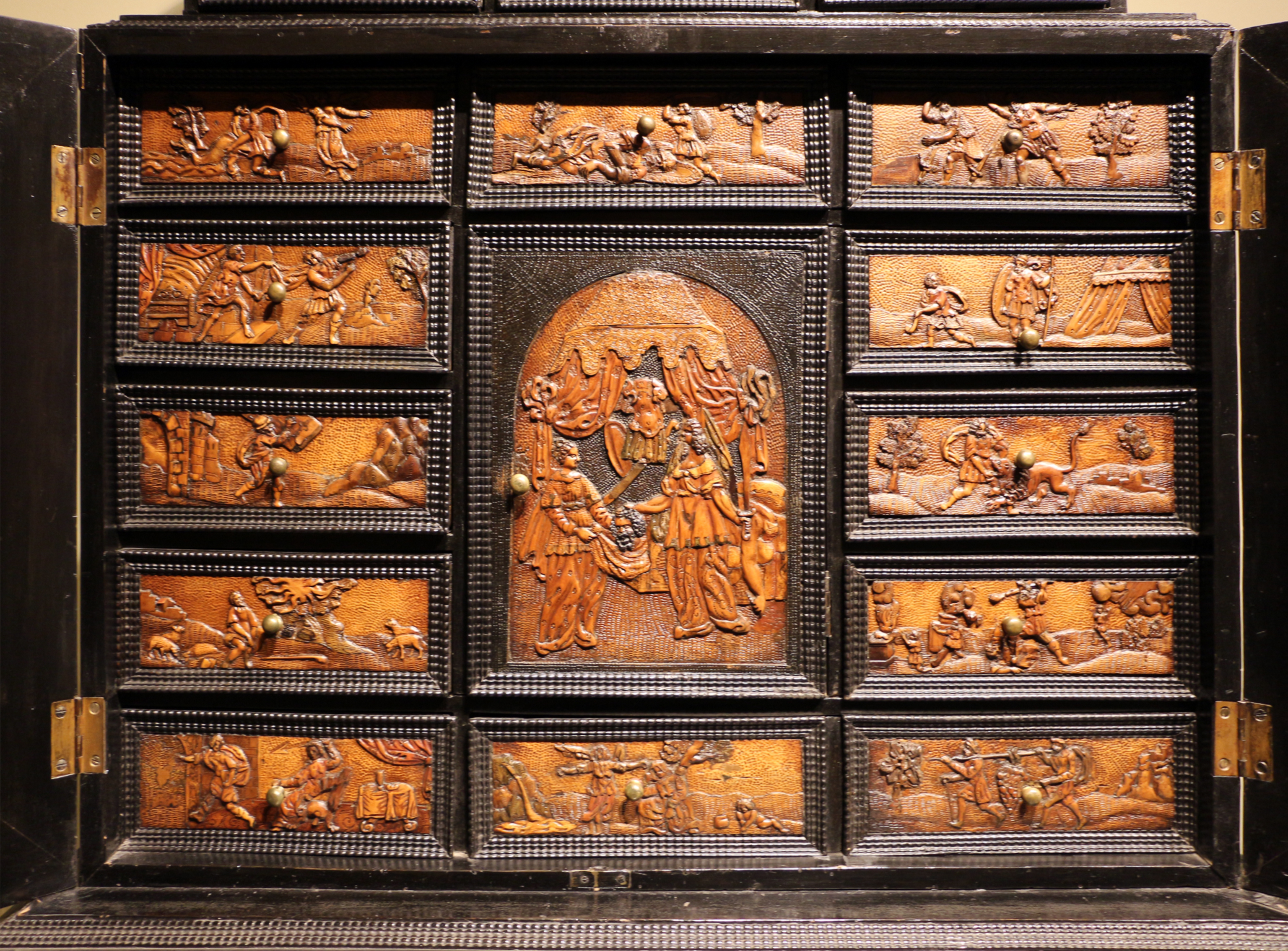
Chebský kabinet, kolem 1690
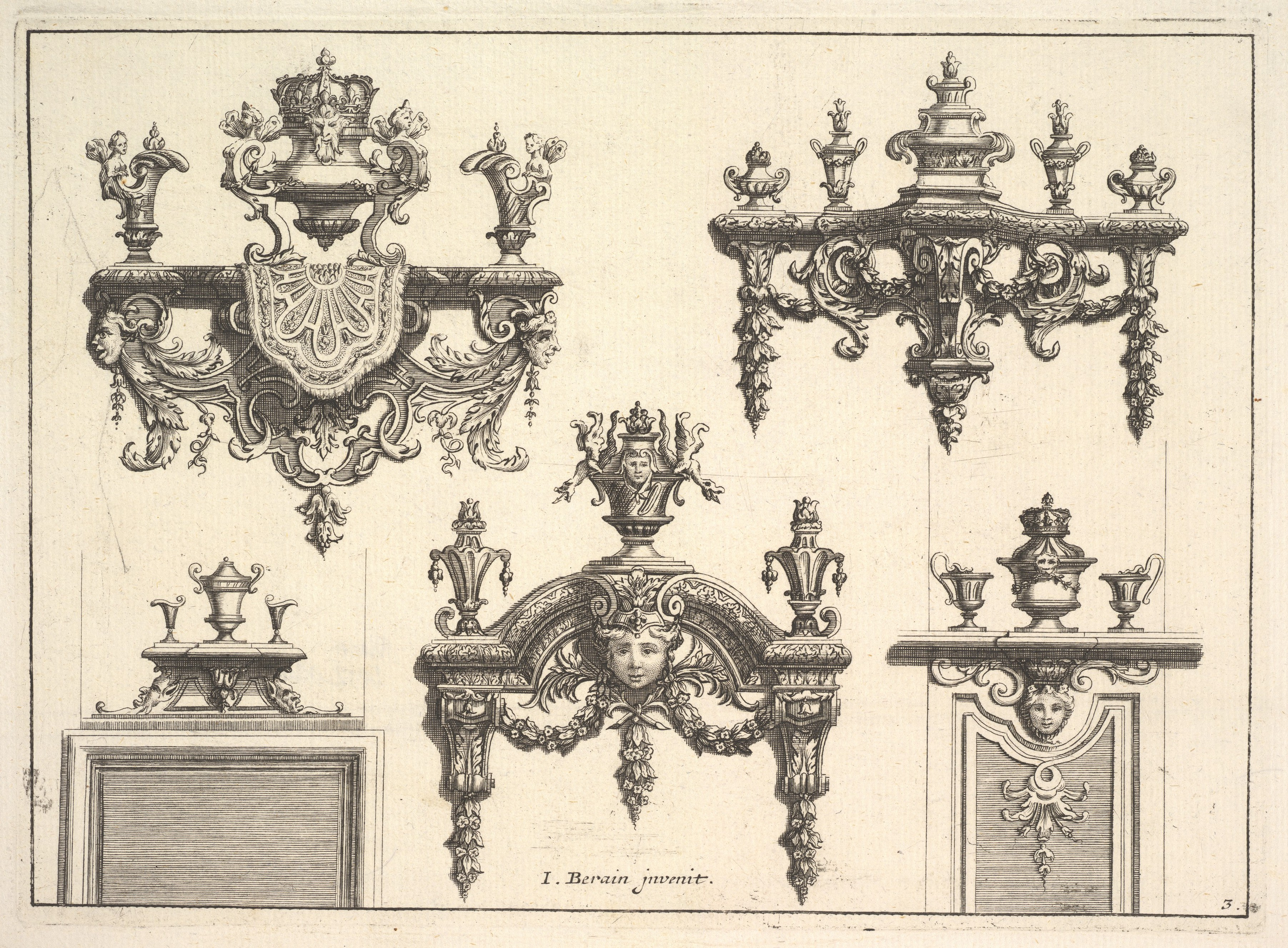
Konzolové stolky a police, Jean Bérain
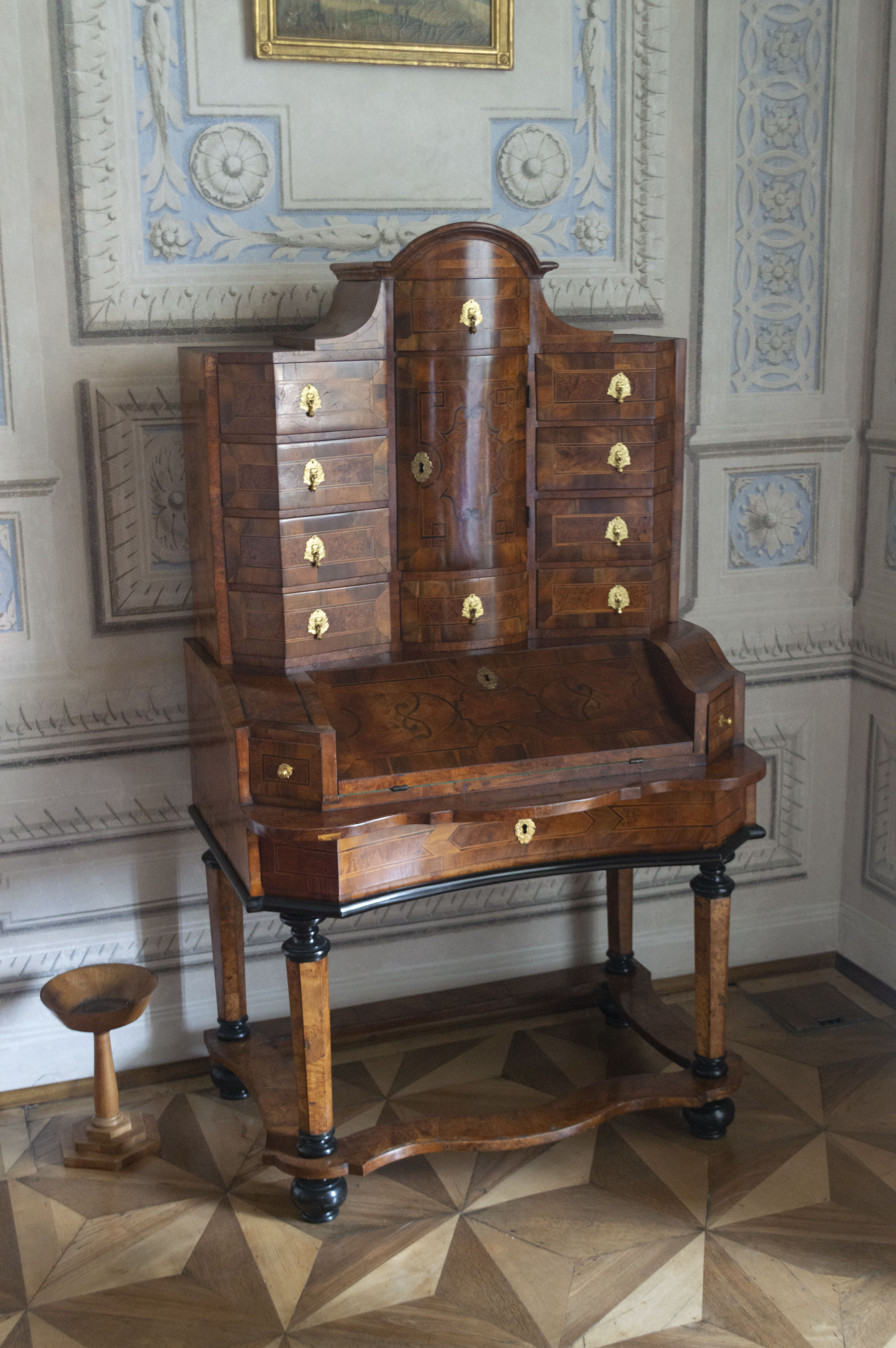
Psací sekretář, zámek Litomyšl